# Катастрофа турецького Boeing 747 біля Бішкека
Катастрофа Boeing 747 біля Бішкека — велика авіаційна катастрофа, що сталася в понеділок 16 січня 2017 року при заході на посадку в аеропорту Манас під Бішкеком. Авіалайнер Boeing 747-412F авіакомпанії Turkish Airlines, що здійснював рейс Гонконг—Бішкек—Стамбул, упав на дачне селище Дача-Суу Сокулукського району Чуйської області. Загинули 37 чоловік, у тому числі 5 членів екіпажу.

## Літак
Літак здійснив свій перший політ у 2003 році і експлуатувався авіакомпанією Singapore Airlines Cargo під бортовим номером 9V-SFL. З 2015 року належав турецькій авіакомпанії ACT Airlines під бортовим номером TC-MCL і виконував чартерні рейси для різних авіакомпаній, включаючи Qatar Airways і Turkish Airlines. Останні взяли цей літак в так званий «мокрий лізинг» (тобто орендували повітряне судно разом з екіпажем і технічним обслуговуванням) і використовували його для виконання власних рейсів, у тому числі рейса TK 6491 за маршрутом Гонконг—Бішкек—Стамбул.

## Екіпаж
Членами екіпажу літака були громадяни Туреччини: капітан Ібрагім Гюржан Діранжі, другий пілот Казим Онділ, а також Меліх Ослан і Іхсан Кожа. Екіпаж був досвідченим. Другий пілот Казим Ондул був ветераном авіації, військовим льотчиком із званням бригадного генералу. Він служив у 2009 році в Афганістані.
КПС Ібрагім Діранжі також служив в Афганістані, де двічі ризикував життям, але обидва рази зумів посадити літак. Вперше аварійна ситуація була у 2010 році, коли Діранжі, будучи тоді другим пілотом, віз вантажі на авіабазу Баграм в Афганістані. При приземленні відірвалась стійка лівого шасі, і пілотам довелося саджати борт тільки на праве шасі. Вдруге у літака, на котрому Діранжі вилітав із Афганістану, відмовив один з двигунів. Лайнер вдалося аварійно посадити без втрат.

## Хронологія подій
Аварія літака сталася о 2:17 за київським часом (7:17 за місцевим часом). Літак упав на житлові будинки дачного селища неподалік від аеропорту Манас, були зруйновані 32 будинки, на місці падіння виникла пожежа. В результаті аварії загинули 37 чоловік, у тому числі шестеро дітей. Четверо пілотів загинули відразу, п'ятий пілот у важкому стані помер на шляху до лікарні. Ще 11 чоловік з тяжкими травмами з місця НП були госпіталізовані в лікарні Бішкека.

## Розслідування
Для розслідування причин катастрофи розпорядженням прем'єр-міністра Сооронбая Жеенбекова створена урядова комісія. Сооронбай Жеенбеков прибув на місце трагедії. У цей же день до роботи приступила комісія Міждержавного авіаційного комітету, в котрій також візьмуть участь представники США і Туреччини.
Припускають, що через туман екіпаж зайшов на друге коло і не зміг вдало приземлитися.
Перший віце-прем'єр киргизького уряду Мухамметкалий Абулгазі заявив, що за попередніми даними, аварія сталася через помилку пілотів.

## Реакція
17 січня 2017 року указом президента Киргизстану було оголошено днем трауру.